# Moritschus narinnensis
Moritschus narinnensis is een krabbensoort uit de familie van de Pseudothelphusidae. De wetenschappelijke naam van de soort is voor het eerst geldig gepubliceerd in 1988 door M. R. Campos & Rodríguez.